# フィリア
フィリア（ピリア、古代ギリシア語: φιλíα、古代ギリシア語ラテン翻字: philía、英語: philia） は、古代ギリシア4つの愛のひとつ。

## 概要

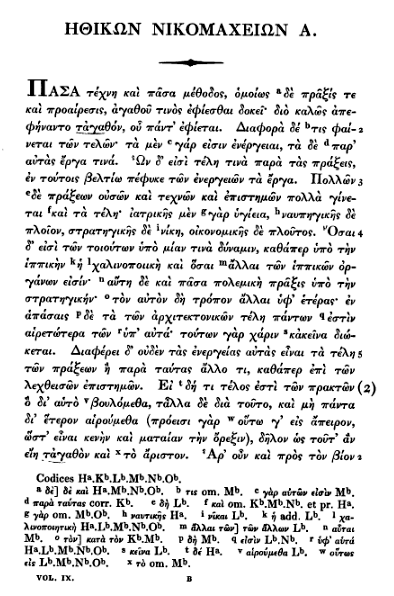
ニコマコス倫理学

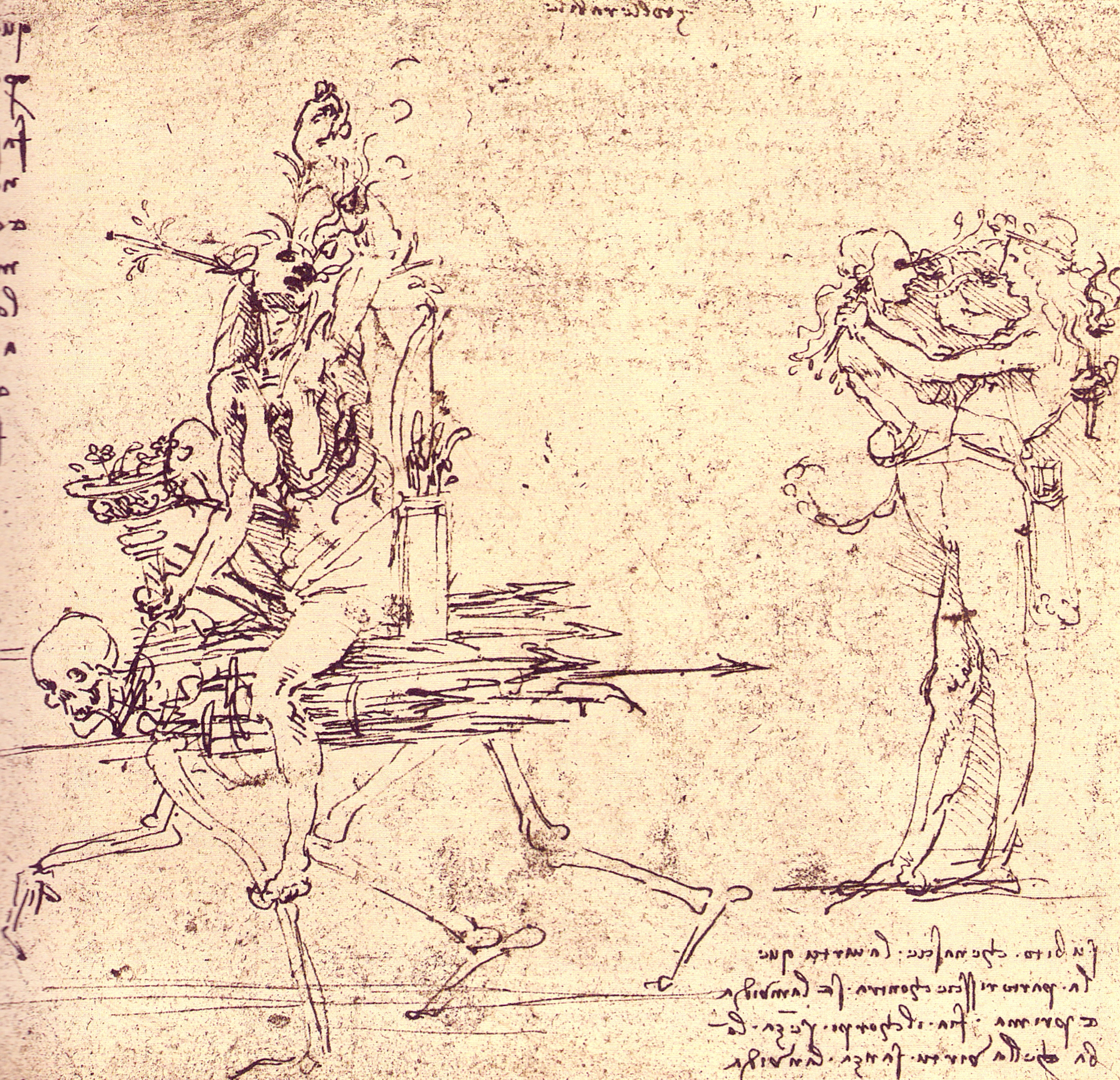
美徳と妬み
(レオナルド・ダ・ヴィンチ)

フィリアは、アリストテレスの『ニコマコス倫理学』で友情または愛、友愛と翻訳され、アリストテレスによる実際の使用法は広範である。ジェラルド・J・ヒューゲスが指摘するには、『ニコ倫』VIIIとIXでアリストテレスは以下のようにフィリアの例を挙げている:
「若い恋人たち (1156b2) 、生涯の友人たち (1156b12) 、互いの町々 (1157a26) 、政治上または商売上の縁 (1158a28) 、親たちと子たち (1158b20) 、旅仲間たちと戦友たち (1159b28) 、同じ信仰の社会の仲間たち (1160a19) 、または同じ部族の (1161b14) 、靴屋と靴屋から買う人 (1163b35) 。」
これら全ての異なる関係は、ある相手とよい状態にするが、もっと現実の好意の必要性をアリストテレスは時々暗に条件とする。一方では媚びやお世辞、他方では無愛想で喧嘩好きという個性または性質について、彼は言う:
「名前はないが、おそらくそれは[フィリア] のようなものに相違ない。中間色の人間性とは、私たちのあるまともな友人について語るときの態度である。その友人のほうもまた私たちに好意を寄せる場合は除く。」 (1126b21)
広範であるものの、この過程はまた、フィリアの概念とは、相互的に他ならないことを示す。ここでは無生物との関係は除外しまた、ペットのような動物たちとの関係は含まれる (参照: 1155b27–31) 。
修辞学の中で、アリストテレスはフィリアに含まれる行為を明確にしている:
「好ましい誰かを欲すること、自分のためでなく彼のために、出来る限りそういった行為を彼のためにしたいと思うこと。」 (1380b36–1381a2)
ジョン・M・クーパー (en:John M. Cooper) は指針を論じる:
「フィリアの中心的概念は、ある者が彼自身のために良くすること、彼の関心の外で (そして彼自身の関心の外ではなく、単にそういうことではなく) 。 [... そうして] フィリアの形態の差異は [上記の列挙のように] この種の相互に良くする行動が生じるような文脈や状況の差異として考えうる。」
アリストテレスはフィリアを両面で取り上げている。それは幸福の意味としての必要性であり、それ自体が立派または望ましいもの (καλόν) としての必要性である:
「友人たち抜きで生きることを、誰も選ばないだろう。たとえ彼がそれ以外の全てのものを持っていたとしても。」 (1155a5–6)

## 関連項目

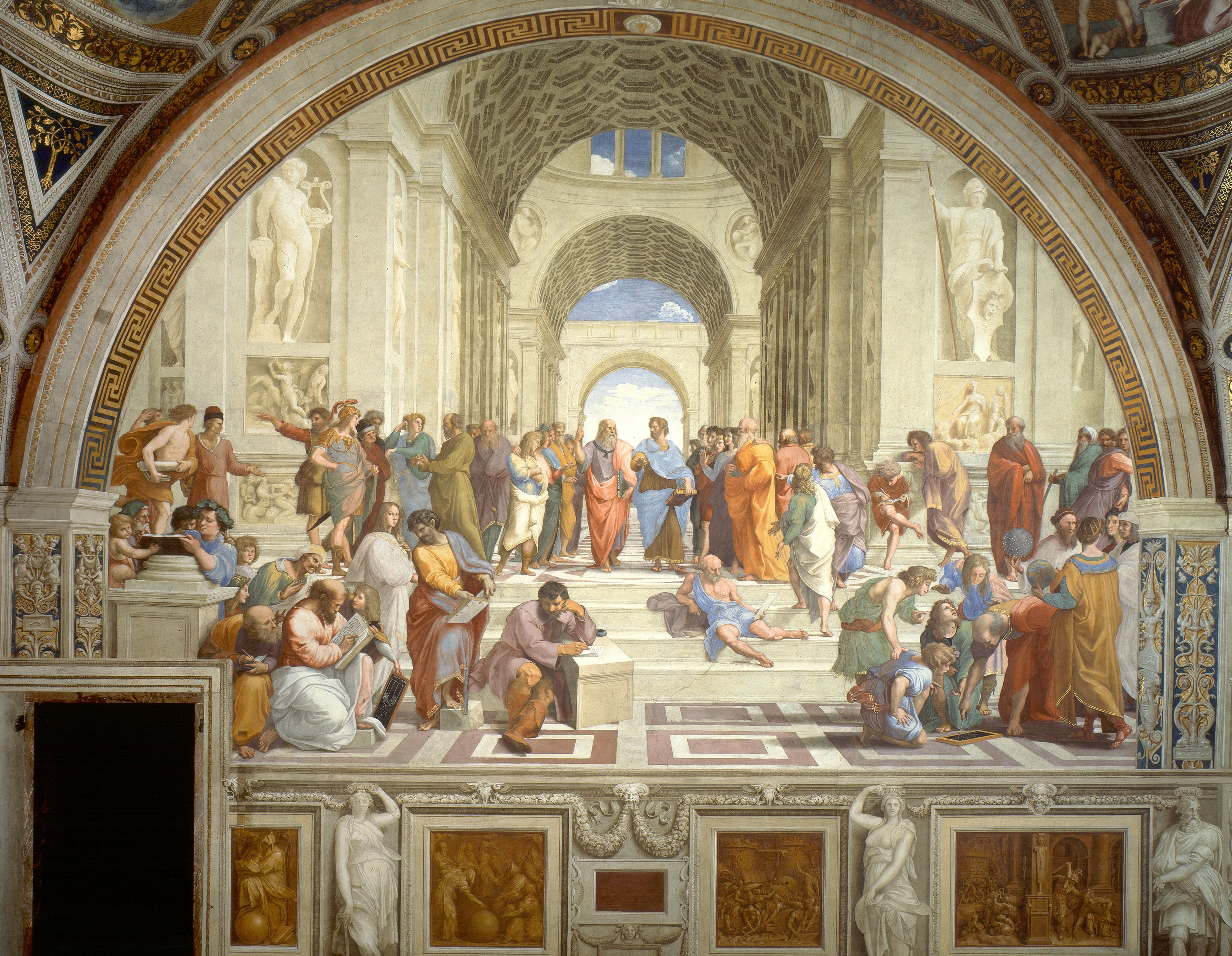
アテナイの学堂 (ラファエロ・サンティ)

## フィリアの種類

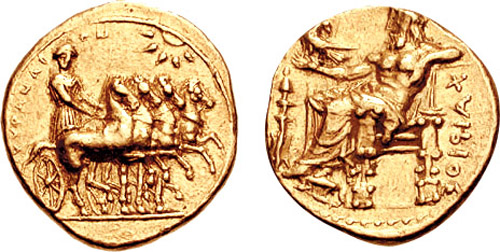
古代ギリシアの硬貨

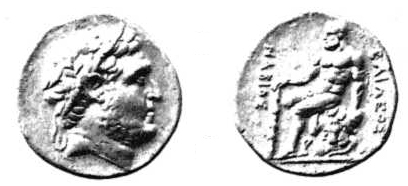
古代ギリシアの硬貨

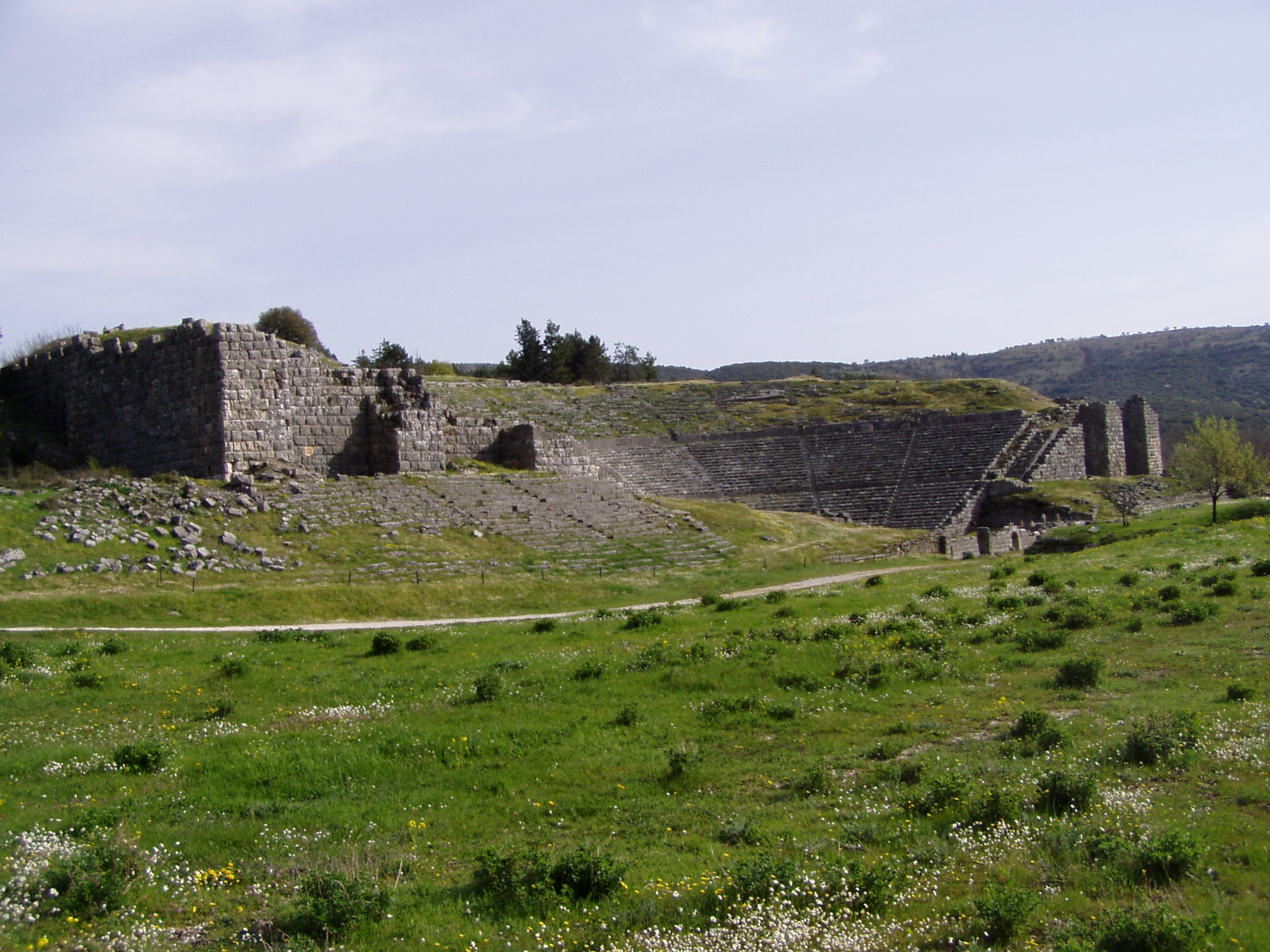
古代ギリシアの劇場

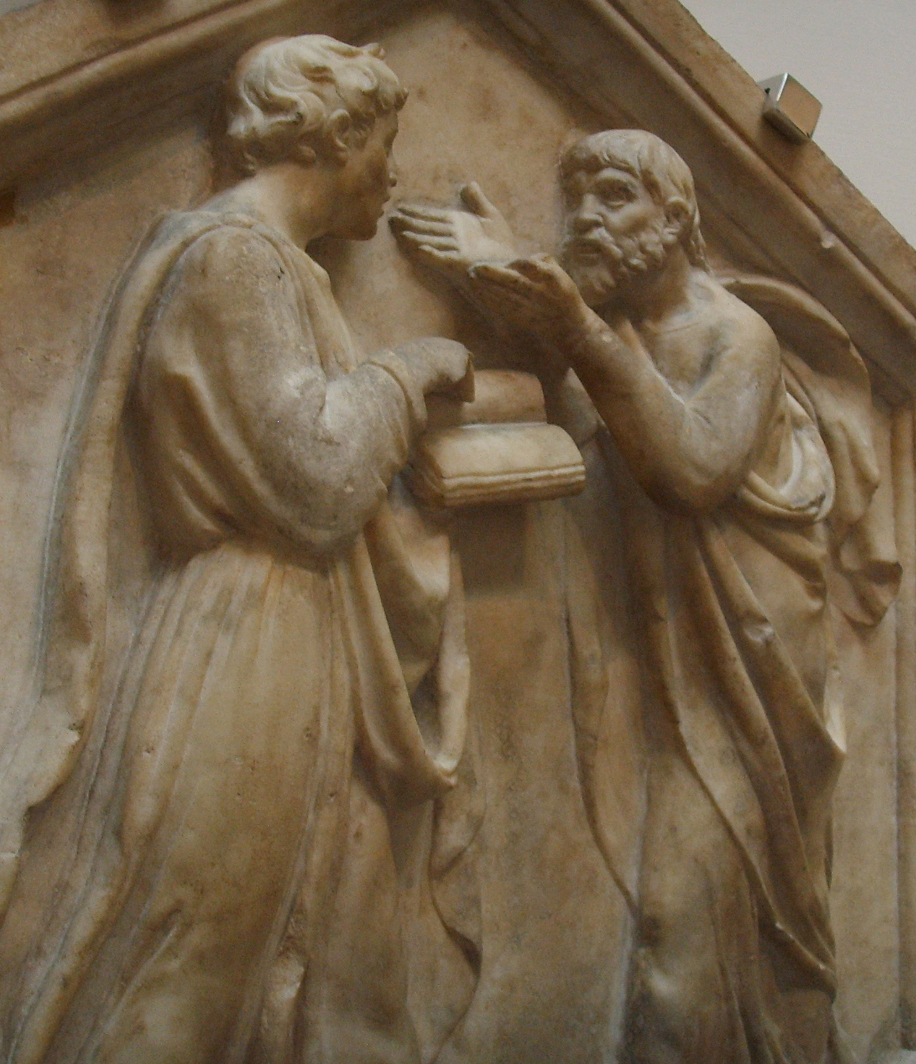
プラトンとアリストテレス

アリストテレスによると、フィリア (友情) は実用の友情、快楽の友情、善の友情に分類される。形成の動機に基づいた以下の3つのタイプである。
実用の友情
実用の友情は、全く他者への敬意なしで形成された関係である。商品を購入する、例えばであるが、その行為は他の誰かと会う必要があるかもしれないが、常々それは買い手と売り手のとても浅い関係だけである。近代国家では、このような関係にある人々は友人と呼ばれるわけがなく、顔見知りと呼ばれるのである (たとえその後お互い考えることがあっても) 。こうした人々が人間関係を構築する唯一の理由は、物の売りと買いをする為である。その関係は悪いことではないが、新たな動機がない限り、動機が失われると直ちに両者の関係は失われる。苦情や抗議は大概このタイプの友情しか生み出さない。
快楽の友情
次の段階である快楽の友情は、人々の集団の中での純然たる喜びに基づく。一緒に酒を飲むか趣味を共有する人々は、このような友情である。しかし、これらの友人たちもまた関係を失うかもしれない。その場合では、もし彼らがもはや行為の共有を楽しまないか、もはや一緒に参加できないならば。
善の友情
善の友情は、相互の性格を相互に楽しむものである。友人相互が似通った性格を保持する限り、背景となった動機が友人に向けられて以来のその関係は継続しうる。最高水準のフィリアであり、近代国家において真の友情と呼ばれるものに近い。
「ここで、悪い人々もまた [同様に] 相互の快楽と実用の為に友人となることが可能である。それは、まともな人々が、人々との関係に基づき友人になったり、ある性格の誰かが、ある性格の相手と友人になったりできることと同様である。しかし、良い人々だけが、自分自身が他者であるがゆえに、相互に友人になれるのは明らかである。悪い人々は、そこに利益がない限り、他者に興味を示さない。」 (1157a18–21)
フィリアの枠組みの全てがアリストテレスのノートに結集しているのではない。これらいくつかの例は父から息子への愛か、年長者から年少者への愛か、君主から臣下への愛でありうる。しかし概してそのフィリアの枠組みには対称性がある。
もしフィリアが愛の一種ならばと、トーマス・ジェイ・オード (en:Thomas Jay Oord) は、それは矛盾する愛ではないものとして定義されなければならないと論じた。フィリアは、幸福を促進するための意識的な反応であるとして、オードはフィリアを定義している。オードのフィリアにおいては、他者への協力関係や手助けに留まらず、人々は真の友情の中で人生を送ることができる。

## 自給自足とフィリア

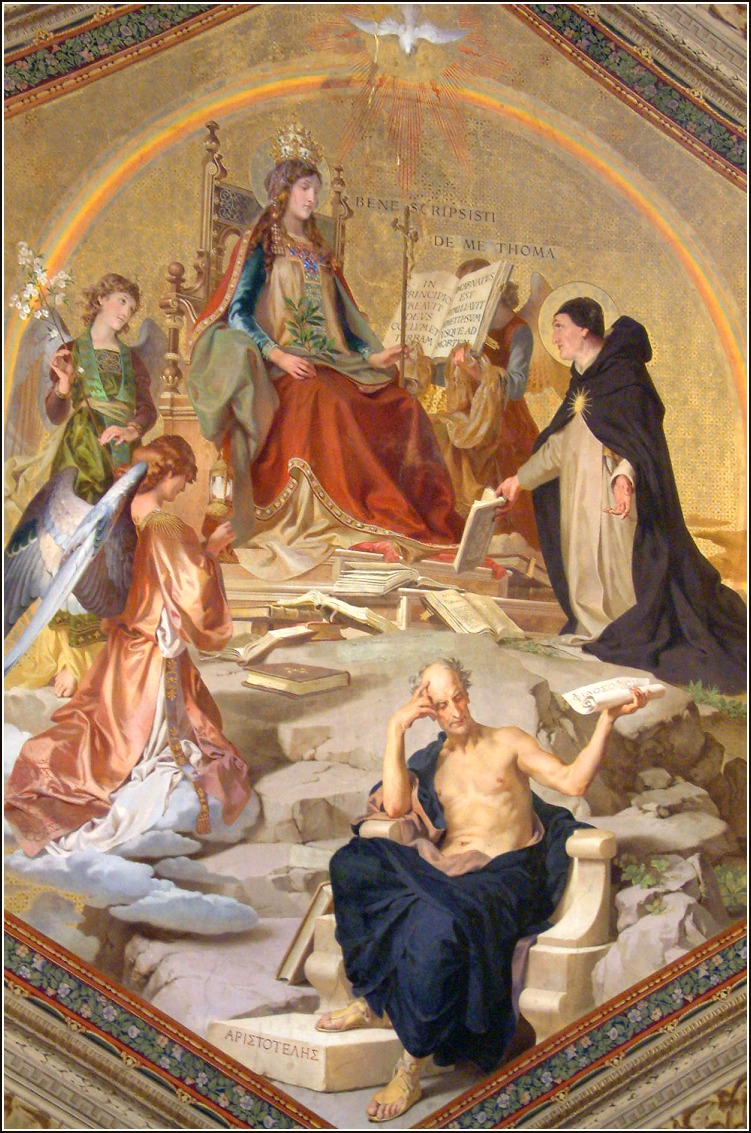
アリストテレス (右下)

自給自足は、論理上フィリアと衝突する概念である。アリストテレスは自身の語るフィリアと自給自足の明らかな衝突を意識していた。フィリアを語る一方で、他の場所では自然の自給自足で満たされた人生について語っていたことは当時広く知られていた:
「幸いにして全く幸福な自給自足の人々は、友人たちを必要としない。というのも、彼らは既に [全ての] 物を所有し、それゆえ自給自足であり、何も加える必要がないのだ。」 (1169b4–6)
彼はいくつかの解答を提示している。
第一の解答は、他者への生来的な善による行為と思いやりを基本とする:
「素晴らしい人間は、友人たちのために働き、国家のために働く。そして必要とあらばそれらのために死を辞さない。」 (1169a19–20)
こうして、全く高徳を持ち満ち足りた人間であることは必然的に、思いやってくれる他者を持つということである。もしそれらがなければ、一人の人間の人生は不完全である:
「一人ぼっちの人間の人生はつらい。彼が彼自身でいつも全部行うのは簡単ではないのであるから。しかし他者との関係の中と、その仲間の中では、それはもっと簡単である。」 (1170a6–8)
第二の解答は:
「良い人々の人生は徳の涵養とともにある。」 (1170a12)
最後に彼は、友人とは「もう一人の自分」であると論じる。そして人生の中で高徳を持つ人間を得るその喜びはまた、もう一人の高徳を持つ人間の人生の中にも発見される:
「幸福になろうとする人は、それから、素晴らしい友人をきっと持つに違いない。」 (1170b19)

## オルトリズムとエゴイズム
アリストテレスによると、相手のための最高のフィリア形態を感覚するために、人は自分自身のためにそれを感覚しなければならない。フィリアの対象は、結局、「もう一人の自分自身」である。ただしこれだけではアリストテレスのエゴイズムにはコミットしない。自己への愛は他者への愛と両立しないことがないだけでなく、アリストテレスは、非難される種類の自己への愛と、賞賛される自己への愛の区別に注意を払っている。
非難される種類の自己への愛に属するのは:
「最大規模の資金、名誉があり、自分たちの遊興に全てつぎ込む人々。それらの人々にとっておよそ物とは、彼らがベストと想定する様々な手段で、執念深く追い求められ、欲しくて仕方がないのである。」 (1168b17–19)
賞賛される自己への愛に属する人は:
「正しいまたは節度ある行動か、徳に従ったその他の行動を、常に熱意を持って全力で成し遂げる。そして彼自身のために素晴らしい [立派で、善の] ことを常日頃から獲得している。」 (1168b25–27)
実際に:
「良い人間は自己を愛する者である。彼は彼自身を助けるとともに、善の行為を成し遂げることにより他者にも利益をもたらすからである。しかし、悪意ある人間は彼自身を決して愛さない。彼は、彼の根底にある感情に突き動かされ、彼自身を憎むとともに、隣人たちを憎んでいるからである。」 (1169a12–15)
アリストテレスはまた抱いているが、ヒューゲスの指摘では:
「何かをする唯一の究極的に正当な理由は、そのような行動が、満たされた人生に寄与するかということである。」
このようにしてフィリアの行動は基本的にエゴイズムのようである。同時にオルトリズム（利他主義）のようであり、一見すると他者を助けることを成し遂げている。実際は自主性 (agent) の幸福を増加する傾向にある。しかしそれは動機と行動の道理に混乱をきたす。良い人間は、もし友人を助けないことで自分が満たされるならば、彼女は友人を助けない。彼女は友人を助けるためゆえに、友人を助けない。そして、助けなかった結果、彼女の友人と彼女自身とに幸福をもたらす。こうして、助けない行動は、それ自体が善でありまた、自主性 (agent) の幸福に対する影響への善である。